# Инарогда (посёлок)
Инарогда — упразднённый посёлок в Зейском районе Амурской области России. Исключен из учётных данных в 1974 году.

## География
Посёлок располагался на правом берегу реки Зеи в месте впадения в неё реки Инарогда, на расстоянии примерно 28 километров (по прямой) к юго-востоку поселка Береговой. Ныне урочище расположено на дне Зейского водохранилища.

## История
По данным 1926 года на хуторе Инорогда имелось 3 хозяйства крестьянского типа и проживало 8 человек (3 мужчин и 5 женщин). В национальном составе населения преобладали русские. В административном отношении входил в состав Дамбукинского сельсовета Зейского района Зейского округа Дальневосточного края.
В конце 1960-х годов посёлок попал в зону затопления Зейского водохранилища и население из него было выселено.
Решением Амурского исполкома от 7 июня 1974 года № 253, посёлок Инарогда исключен из учётных данных как несуществующий.